# Sandro Giglio
Sandro Giglio, né le 9 mai 1900 et mort en juin 1979, est un acteur américain d'origine italienne.

## Filmographie

### Au cinéma
- 1951 : Proprement scandaleux (Strictly Dishonorable) de Melvin Frank et Norman Panama : Tomasso
- 1951 : Le Choc des mondes (When Worlds Collide) de Rudolph Maté : Dr Ottinger
- 1951 : Saturday's Hero de David Miller : Poppa Jan Novak
- 1952 : Holiday for Sinners de Gerald Mayer : Nick Muto
- 1952 : Captain Pirate (en) de Ralph Murphy : Don Ramon
- 1952 : Aveux spontanés (Assignment: Paris) de Robert Parrish : Gabor « Grisha » Czeki
- 1953 : Passion sous les tropiques (Second Chance) de Rudolph Maté : Le conducteur
- 1953 : La Guerre des mondes (The War of the Worlds) de Byron Haskin : Dr Bilderbeck
- 1955 : La Maison de bambou (House of Bamboo) de Samuel Fuller : Ceram
- 1955 : La Rose tatouée (The Rose tattoo) de Daniel Mann : Père De Leo
- 1957 : Trafic à La Havane (The Big Boodle) de Richard Wilson : Armando Ferrer
- 1959 : La Fille de Capri (For the First Time) de Rudolph Maté : Alessandro
- 1962 : La Bataille des Thermopyles (The 300 Spartans) de Rudolph Maté : Xenathon

### À la télévision
- 1953 : The Ford Television Theatre (en), épisode « Gun Job » (2-12) : Rudy Kovak